# Чабак Анна Сергіївна
Анна Сергіївна Чабак (нар. 13 березня 1996, м. Горлівка, Україна) — українська акторка.

## Життєпис
Анна Чабак народилася 13 березня 1996 року в місті Горлівка, Донецької області.
Закінчила Київський коледж культури і мистецтв (2018, спеціальність — режисер масових заходів), Національну академію керівних кадрів культури і мистецтв (2019, спеціальність — режисер театралізованих видовищ і свят), Ukrainian film school (2019, спеціальність — акторська майстерність).

## Творчість

### Ролі в кіно
- 2019 — Чужа сім‘я — антагоністка головної героїні (роль другого плану)
- 2019 — Папік — подруга головного героя (епізод)
- 2019 — Громада — дівчина головного героя (епізод)
- 2019 — Не відпускай [1] — гостя на вечірці (епізод)
- 2020 — Сліпа — головна роль в серії
- 2020 — Річдок — головна роль в серії
- 2021 — Папік — подруга головного героя (епізод)
- 2021 — Філін — наречена (епізод)
- 2021 — Коп з минулого — підозрювана (епізод)
- 2022 — Виклик — співробітник банку (епізод)

### Кліпи
- 2018 — Sansa — Беги
- 2019 — Фіолет — Київ-Берлін-Київ [2]
- 2023 — O’Torvald — Дихай